# Tunezja na Mistrzostwach Świata w Lekkoatletyce 2013
Tunezja na Mistrzostwach Świata w Lekkoatletyce 2013 – reprezentacja Tunezji podczas czempionatu w Moskwie liczyła 4 zawodników.

## Występy reprezentantów Tunezji

### Mężczyźni
| Konkurencja                   | Zawodnik        | Runda 1  | Runda 1 | Półfinał | Półfinał | Finał    | Finał   |
| Konkurencja                   | Zawodnik        | Rezultat | Pozycja | Rezultat | Pozycja  | Rezultat | Pozycja |
| ----------------------------- | --------------- | -------- | ------- | -------- | -------- | -------- | ------- |
| Bieg na 3000 m z przeszkodami | Amor Ben Yahia  | DNS      | DNS     | —        | —        | NQ       | NQ      |
| Maraton                       | Wissem Hosni    | —        | —       | —        | —        | DNF      | DNF     |
| Chód na 20 km                 | Hatem Ghoula    | —        | —       | —        | —        | 1:25:41  | 27.     |
| Chód na 20 km                 | Hassanine Sebei | —        | —       | —        | —        | DNS      | DNS     |